# 上甘田村
上甘田村（かみあまだむら）は、石川県羽咋郡に存在した村。
村の名称は、中世に存在した「甘田保」のうち、上手（京都寄り）に位置することによる。

## 地理
- 現在の羽咋市の西北部。
- 西は日本海に面し、南東は眉丈台地、眉丈山系の丘陵。
- 河川 - 滝谷川、菱根川
- 島 - 長手島

## 歴史
- 鎌倉期 - 「甘田保」が当地に存在した。
- 1889年（明治22年）4月1日 - 町村制の施行により、羽咋郡柴垣村、滝谷村及び犱谷（くるみだに）村を廃し、羽咋郡上甘田村を設置する。当初、役場は字滝谷に設置。
- 1892年（明治25年）- 役場を字柴垣に移転。
- 1925年（大正14年）3月3日 - 能登鉄道（後の北陸鉄道能登線）の羽咋駅 - 能登高浜駅間が開業、上甘田村内の柴垣に柴垣駅開業。
- 1927年（昭和2年）4月5日 - 字犱谷に能登鉄道の甘田駅開業。
- 1954年（昭和29年）11月3日 - 羽咋郡羽咋町、千里浜村、粟ノ保村、富永村、一ノ宮村、越路野村及び上甘田村を廃し、その区域及び下甘田村字上中山の区域をもって羽咋郡羽咋町を設置する。上甘田村の3大字は羽咋町の大字に継承。
- 1955年（昭和30年）8月10日 - 羽咋郡羽咋町字犱谷の区域を羽咋郡高浜町に編入する。羽咋郡羽咋町旧字犱谷の区域をあらたに字甘田に設定する。
- 1958年（昭和33年）7月1日 - 羽咋郡羽咋町を羽咋市とする。柴垣及び滝谷の2大字は羽咋市の町に継承。

## 交通
- 北陸鉄道能登線
  - 柴垣駅 - 甘田駅
- 外浦街道（現在の国道249号）

## 教育
- 上甘田村立上甘田小学校
（※後に羽咋町立、羽咋市立を経て、1989年4月、一ノ宮小学校と統合し羽咋市立西北台小学校となる。跡地は上甘田公民館に。）
  - 妙成寺 - 柴垣に校舎ができるまで小学校が置かれていた。
- 上甘田村立上甘田中学校
（※後に羽咋中学校上甘田分校を経て、昭和37年3月閉校。小学校と同じ建物。）